# Саміт АТЕС 2023
Саміт АТЕС 2023 — 30-та щорічна зустріч країн-учасниць форуму Азійсько-Тихоокеанського економічного співробітництва, що відбудеться з 15 по 17-те листопада в місті Сан-Франциско, США.
У рамках саміту може відбутися зустріч президента США Джо Байдена та голова КНР Сі Цзіньпіна.